# Cimberindinae
Cimberindinae – podrodzina chrząszczy z nadrodziny ryjkowców i rodziny ryjoszowatych (Nemonychidae).
Chrząszcze te mają żuwaczki bez podłużnych żłobień na wierzchu. Ich pokrywy pozbawione są rzędów. Panewki bioder środkowej pary odnóży są zamknięte. Stopy mają drugi człon rozszerzony u szczytu i obejmujący nasadę członu trzeciego, trzeci człon z kolei wcięty aż po szczytową krawędź członu drugiego, a pazurki pozbawione ząbków. U samic piąty z widocznych sternitów odwłoka (V wentryt) jest pozbawiony porośniętych szczecinkami dołeczków.
Larwy tych chrząszczy mają w odnóża zredukowane do dwuczłonowych, oszczecinionych papillów. Ich narządy gębowe charakteryzują się obecnością zesklerotyzowanego dźwigacza (palpifera) głaszczka szczękowego, pozbawionym szczecinek płatkiem stawowym szczęk oraz obecnością tylko jednej, proksymalnej pary szczecin pośrodkowych nadgębia.
Większość przedstawicieli podrodziny zasiedla Amerykę Północną. W Palearktyce występują 3 gatunki: Cimberis attelaboides, Doydirhynchus austriacus i Doydirhynchus bicolor, z których 2 pierwsze znane są z Polski – oba związane z męskimi kwiatostanami sosny zwyczajnej.
Takson ten obejmuje 17 opisanych gatunków, zgrupowanych w 5 rodzajach i 2 plemionach:
- Cimberidini des Gozis, 1882
  - Acromacer Kuschel, 1989
  - Cimberis des Gozis, 1881
  - Pityomacer Kuschel, 1989
- Doydirhynchini Pierce, 1916
  - Doydirhynchus Dejean, 1821
  - Lecontellus Kuschel, 1989